# Napoleón Pisani
José Napoleón Pisani Pardi (San Antonio, Estado Táchira, Venezuela, 20 de junio de 1940 - Caracas, Venezuela, 14 de febrero de 2013) fue un artista plástico, docente y crítico de arte, defensor patrimonial, promotor cultural e investigador histórico venezolano.

## Trabajos
Desde 1955 a 1959 realizó estudios en la Escuela de Artes Plásticas "Cristóbal Rojas" de Caracas. A partir de 1966 comenzó a estudiar Apreciación de Arte, en la Facultad de Arquitectura de la Universidad Central de Venezuela, en 1980 inició sus estudios de Conservación de Monumentos Arquitectónicos en el Museo de Bellas Artes de Caracas, mientras que en 1981 inició sus estudios de Comunicación de las Artes Plásticas en la Galería de Arte Nacional en Caracas.
Participó desde 1960 a 1964 en las actividades del Taller Libre de Arte y el grupo El Pez Dorado en Caracas. Ejerció la docencia en diferentes Escuelas de Artes Plásticas y Talleres de Arte de Venezuela. Fue miembro de Jurados de Admisión y Calificación en Salones de Artes Plásticas realizados en el país también fue miembro fundador de la Asociación de Artistas Plásticos (AVAP). 
Pisani fue docente y promotor cultural del taller "Armando Reverón" en Macuto, Estado Vargas y también del taller "José Fernández Díaz" en Catia, Caracas. Fue colaborador, como crítico de arte e ilustrador, en diferentes diarios y revistas de Venezuela. Realizó 11 exposiciones individuales y participó en más de 40 exhibiciones colectivas, dentro y fuera de Venezuela. 
Se dedicó a tiempo completo, a realizar trabajos de investigación acerca de la historia y el arte en Venezuela, y en otras latitudes.
La gran trayectoria artística de Pisani le permitió colaborar y escribir variadas críticas de arte para El Suplemento Cultural de Últimas Noticias, Critica, El Carabobeño y para las revistas Keña, Páginas, Elite, Cabala y Viajes todas de Venezuela.
Su lema fue: 

Trabajo y más trabajo. Solo así se pueden alcanzar los objetivos propuestos.
Napoleón Pisani Pardi.

## Muerte
Pisani fue asesinado el 14 de febrero de 2013 en el museo histórico John Boulton cuando fue sorprendido por varios hombres encapuchados que lo golpearon en repetidas oportunidades hasta causarle la muerte.
Una fractura craneal causó la muerte del historiador y artista plástico Napoleón Pisani Pardi, de 73 años, la tarde del jueves, cuando fue amordazado y golpeado por cuatro maleantes que ingresaron al museo Fundación John Boulton, ubicado al lado del Panteón Nacional. Según la versión policial, los sujetos entraron encapuchados y sometieron a Pisani y a Karelis Reyes, trabajadora del museo. La joven logró salvarse porque pidió ayuda a través del teléfono celular, antes de ser amordazada. 
Al sitio llegó un familiar de la dama, quien la auxilió pero no pudo hacer lo mismo con Pisani porque ya estaba muerto producto de la golpiza. 
FUENTE: http://www.eluniversal.com/sucesos/130216/pisani-murio-por-fractura-de-craneo